# Distrito de Wien-Umgebung
El distrito de Wien-Umgebung es un distrito político del estado de Baja Austria (Austria). La capital del distrito es la Klosterneuburg.
El distrito está compuesto de cuatro distritos no contiguos en los alrededores de Viena: Klosterneuburg y Gerasdorf al norte de la ciudad; Schwechat al sudeste y Purkersdorf al oeste de Viena.

## División administrativa
El distrito de Wien-Umgebung se divide en 21 municipios.

### Municipios
En negrita se indican las ciudades. Barrios, aldeas y otras subdivisiones de los municipios se indican con letras pequeñas.
- Ebergassing
  - Ebergassing, Wienerherberg
- Fischamend
  - Fischamend-Dorf, Fischamend-Markt
- Gablitz
- Gerasdorf bei Wien
  - Gerasdorf, Föhrenhain, Kapellerfeld, Oberlisse, Seyring
- Gramatneusiedl
- Himberg
  - Himberg, Velm, Pellendorf, Gutenhof
- Klein-Neusiedl
- Klosterneuburg
  - Höflein an der Donau, Kierling, Klosterneuburg, Kritzendorf, Maria Gugging, Weidling, Weidlingbach
- Lanzendorf
- Leopoldsdorf
- Maria Lanzendorf
- Mauerbach
  - Hainbuch, Mauerbach, Steinbach
- Moosbrunn
- Pressbaum
  - Au am Kraking, Pfalzau, Pressbaum, Rekawinkel
- Purkersdorf
- Rauchenwarth
- Schwadorf
- Schwechat
  - Kledering, Mannswörth, Rannersdorf, Schwechat
- Tullnerbach
  - Irenental, Tullnerbach-Lawies, Untertullnerbach
- Wolfsgraben
- Zwölfaxing